# 凯撒施图尔山麓萨斯巴赫
凯撒施图尔山麓萨斯巴赫（德語：Sasbach am Kaiserstuhl，發音：[ˈzasbax ʔam ˈkaɪzɐʃtuːl]）是德国巴登-符腾堡州弗赖堡行政区埃门丁根县的市镇，面积20.78平方千米，2023年12月31日人口为3,481人。